# Cratere Torom
Torom è un cratere sulla superficie di Rea.